# 龚立群
龚立群（1955年3月—），男，汉族，黑龙江哈尔滨人，中华人民共和国政治人物，中国民主建国会会员。曾任河南省政协副主席，中国民主建国会中央委员会常务委员、河南省委员会主任委员。

## 生平
龚立群毕业于北京工业学院（今北京理工大学）。2008年，当选第十一届全国政协委员，代表中国民主建国会，分入第八组。2009年8月，中华职业教育社第十次全国代表大会召开，他出任中华职业教育社第十届理事会常务理事。2018年2月24日，当选为第十三届全国人大代表。